# Tomate rosa de Barbastro
El tomate rosa de Barbastro es una variedad de tomate procedente de Barbastro, una localidad de la provincia de Huesca, en Aragón, España. Esta variedad de tomate tiene unas características especiales tales como su tamaño y su color que, como su nombre indica, es rosado.

## Características
El tomate rosa de Barbastro es un tomate grande muy carnoso y con una piel fina, apenas tiene semillas, es dulce y tiene muy poca acidez.
Su color, tal como indica su nombre, tiene una tonalidad rosada en lugar del rojo intenso que suelen tener otras variedades de tomate. Todo ello lo hace una variedad muy especial y característica, que a simple vista se puede reconocer con facilidad. Además de por su color, destaca por su tamaño, que suele ser bastante más grande que la mayoría de tomates comunes.
Aunque el tomate rosa puede ser cultivado durante todo el año, la temporada ideal para recolectarlo en su punto óptimo de madurez se da entre agosto y noviembre.

## Marca nacional
El 9 de octubre de 2014, el tomate rosa de Barbastro fue designado Marca Colectiva. El Ministerio de Industria, Energía y Turismo reconocía así la propiedad intelectual para el tomate que produce la Asociación de Hortelanos del Alto Aragón.

## Congreso nacional
Desde el año 2013, se celebra anualmente el Congreso Nacional del Tomate Rosa de Barbastro, un evento cuyo propósito es promocionar este producto. El congreso se celebra en el marco de la Feria Regional de Barbastro (FERMA).